# Agdenes
Agdenes é uma comuna da Noruega, com 318 km² de área e 1 795 habitantes (censo de 2004).